# 霍利斯特 (佛羅里達州)
霍利斯特（英語：Hollister）是位於美國佛羅里達州普特南縣的一個非建制地區。該地的面積和人口皆未知。

## 地理
霍利斯特的座標為29°37′21″N 81°48′50″W / 29.62250°N 81.81389°W，而該地的平均海拔高度為24米（即79英尺）。